# بيتر جيلمور (ملحن)
بيتر جيلمور (بالإنجليزية: Peter H. Gilmore) (و. 1956  م) هو ملحن، ومؤلف، وكاتب أمريكي، ولد في نيويورك، يستخدم آلات آلة مفاتيح.

## وصلات خارجية
- بيتر جيلمور على موقع IMDb (الإنجليزية)
- بيتر جيلمور على موقع قاعدة بيانات الفيلم (الإنجليزية)

- بيتر جيلمور في قاعدة بيانات الأفلام على الإنترنت